# 할스베리시

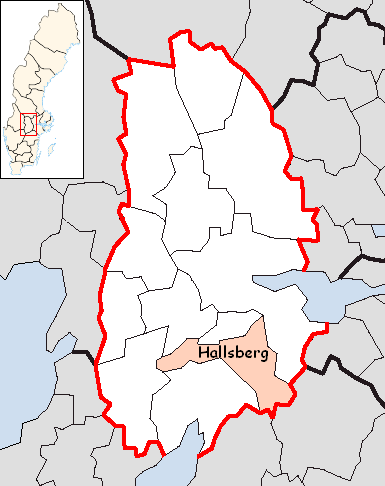
할스베리 시의 위치

할스베리시(스웨덴어: Hallsbergs kommun)는 스웨덴 외레브로주에 위치한 지방 자치체로 행정 중심지는 할스베리이며 면적은 670.22km2, 인구는 15,649명(2016년 12월 31일 기준), 인구 밀도는 23명/km2이다.

시 문장